# Lophozia bantriensis
Lophozia bantriensis là một loài Rêu trong họ Jungermanniaceae. Loài này được (Hook.) Stephani mô tả khoa học đầu tiên năm 1901.